# Praktyki seksualne między mężczyznami

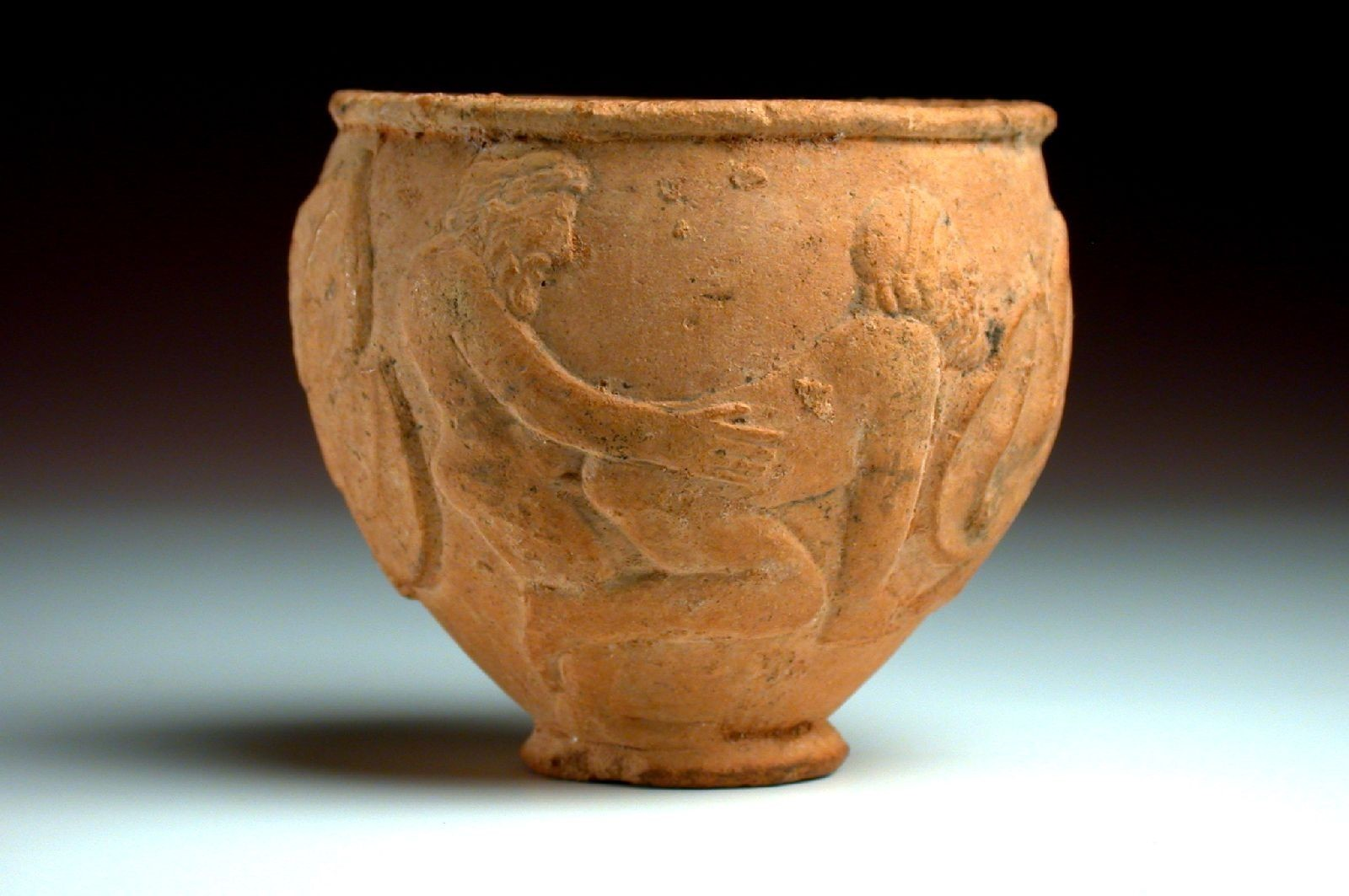
Starożytny grecki gliniany kubek z dekoracją reliefową przedstawiającą dwóch mężczyzn uprawiających seks analny

Praktyki seksualne między mężczyznami – aktywności seksualne z udziałem mężczyzn mających kontakty seksualne z mężczyznami, niezależnie od ich orientacji seksualnej czy tożsamości płciowej. Aktywności te mogą obejmować seks analny, seks bez penetracji oraz seks oralny. Dowody wskazują, że seks między mężczyznami jest znacząco niedostatecznie zgłaszany w badaniach ankietowych.

## Zachowania seksualne
Podczas aktywności seksualnej między mężczyznami mogą być stosowane różne pozycje seksualne. Dowody wskazują, że seks między mężczyznami jest znacząco niedostatecznie zgłaszany w badaniach ankietowych z powodu efektu społecznych oczekiwań.

### Seks analny

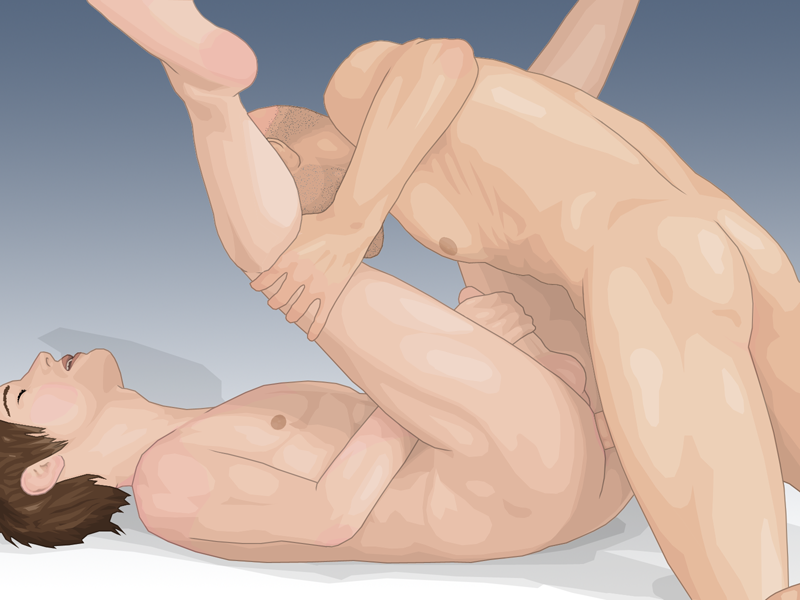
Seks analny pomiędzy dwoma mężczyznami w pozycji misjonarskiej

Historycznie seks analny był z homoseksualnością mężczyzn powszechnie kojarzony. Wiele mężczyzn mających kontakty seksualne z mężczyznami nie angażuje się jednak w seks analny i może zamiast tego uprawiać seks oralny, seks bez penetracji lub wzajemną masturbację.
Wśród mężczyzn, którzy uprawiają seks analny z innymi mężczyznami, partner, który penetruje, może być określany jako top, natomiast ten, który jest penetrowany, jako bottom. Osoby, które czerpią przyjemność z obu ról, mogą być nazywane uniwersalnymi (ang. versatile). Gdy mężczyźni mający kontakty seksualne z mężczyznami uprawiają seks analny bez użycia prezerwatywy, jest to potocznie określane jako barebacking. Seks analny może wiązać się z przyjemnością, bólem lub oboma tymi odczuciami. Chociaż zakończenia nerwowe w odbytnicy mogą dostarczać przyjemnych doznań, orgazm może być osiągnięty przez receptywną penetrację analną poprzez pośrednie stymulowanie prostaty. Badania przeprowadzone przez National Survey of Sexual Health and Behavior (NSSHB) wykazały, że mężczyźni, którzy sami zgłaszali przyjmowanie pozycji recepcyjnej podczas ostatniego kontaktu seksualnego, mieli co najmniej takie same szanse na osiągnięcie orgazmu jak mężczyźni przyjmujący rolę penetracyjną. Badanie przeprowadzone wśród singli w USA wskazało, że wskaźniki osiągania orgazmu są podobne wśród mężczyzn o różnych orientacjach seksualnych. Jeśli chodzi o ból lub dyskomfort podczas seksu analnego, niektóre badania wskazują, że od 24% do 61% gejów lub mężczyzn biseksualnych doświadczyło bolesnego seksu analnego (znanego jako anodyspareunia) jako częstego problemu seksualnego w swoim życiu.
Raporty dotyczące rozpowszechnienia seksu analnego pośród mężczyzn mających kontakty seksualne z mężczyznami zmieniały się na przestrzeni czasu, z różnymi wynikami. Duży odsetek gejów i biseksualnych mężczyzn deklaruje, że kiedykolwiek w swoim życiu uprawiali seks analny. Badania wśród gejów wskazują, że odsetki są podobne, gdy porównuje się mężczyzn, którzy wolą penetrować swoich partnerów, z tymi, którzy wolą być partnerem pasywnym. Niektórzy mężczyźni uważają, że bycie pasywnym partnerem podczas seksu analnego podważa ich męskość.

### Seks bez penetracji

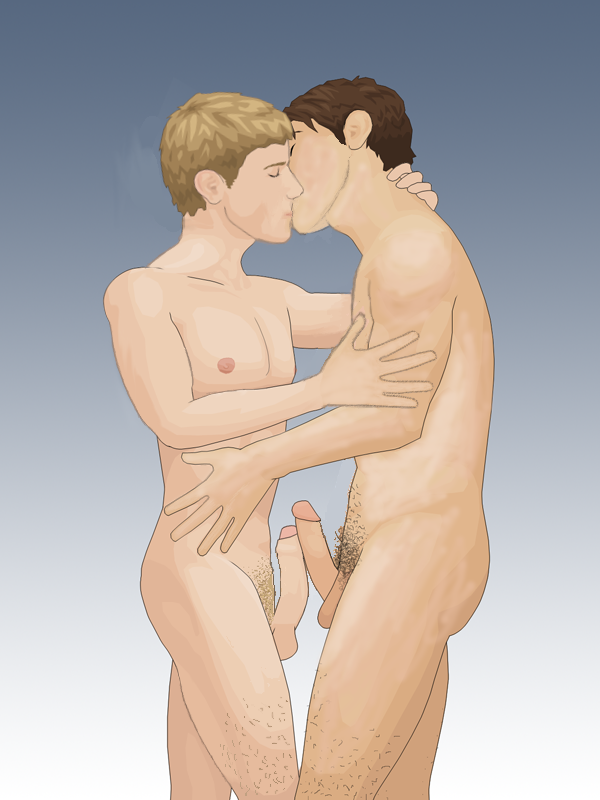
Frot pomiędzy dwoma mężczyznami polegający na pocieraniu penisów o siebie nawzajem

Istnieje wiele praktyk seksualnych niezwiązanych z penetracją. Frot to aktywność seksualna między mężczyznami, która polega na kontakcie penis-penis. Frot może być przyjemny, ponieważ jednocześnie stymuluje narządy płciowe obu partnerów, gdyż zazwyczaj wywołuje przyjemne tarcie o frenulum znajdujące się na spodzie trzonu penisa, tuż poniżej ujścia cewki moczowej.
Innymi praktykami seksu bez penetracji pomiędzy mężczyznami są m.in. seks międzyudowy i docking (wsunięcie penisa jednego mężczyzny do napletka drugiego).
Ręczna stymulacja członka to kolejna forma niepenetracyjnego aktu seksualnego, która może mieć miejsce między mężczyznami. Obejmuje to ręczne stymulowanie (znane potocznie jako handjob), czyli użycie rąk do stymulacji penisa lub moszny innej osoby, oraz palcowanie odbytu, czyli użycie palców do jego stymulacji.
Mężczyźni uprawiający seks z innymi mężczyznami mogą również używać zabawek erotycznych. Zgodnie z ankietą internetową przeprowadzoną wśród 25 294 mężczyzn, którzy zadeklarowali orientację homoseksualną lub biseksualną, 49,8% używało wibratorów. Większość mężczyzn, którzy wcześniej używali wibratora, stosowała go podczas masturbacji (86,2%). Kiedy wibratory były używane podczas interakcji z partnerem, były one włączane do gry wstępnej (65,9%) i stosunku (59,4%).

### Seks oralny

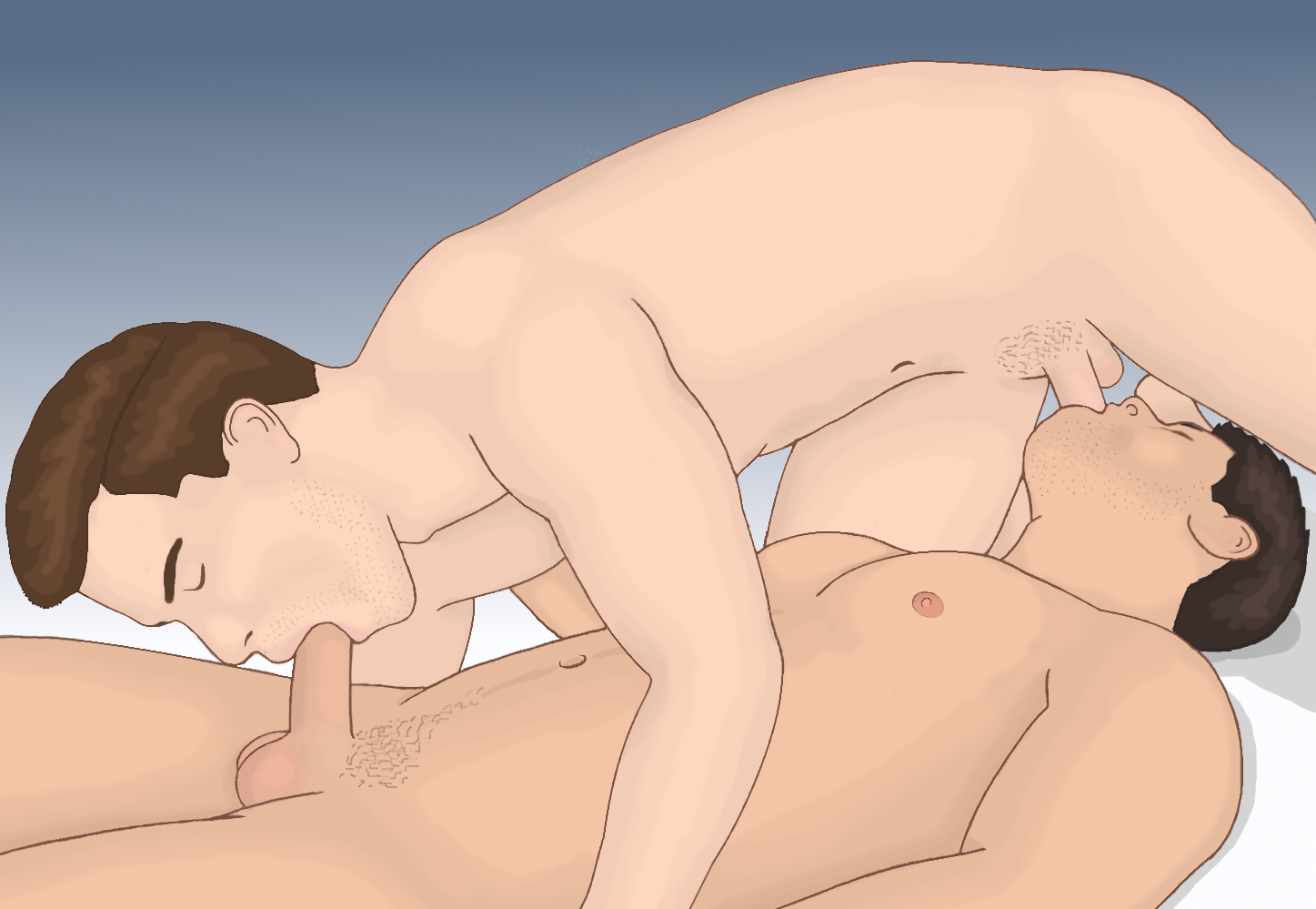
Seks oralny pomiędzy dwoma mężczyznami w pozycji 69

Mężczyźni uprawiający seks z innymi mężczyznami mogą uprawiać seks oralny, w tym fellatio, czyli stymulację penisa lub moszny innej osoby za pomocą ust, oraz anilingus, czyli stymulację odbytu przy użyciu języka i warg. Wellings i in. zauważyli, że „utożsamianie homoseksualności z seksem analnym wśród mężczyzn jest powszechne zarówno wśród laików, jak i profesjonalistów medycznych”, podczas gdy ankieta internetowa przeprowadzona wśród 18 000 mężczyzn w Europie „wykazała, że seks oralny był najczęściej praktykowany, następnie wspólna masturbacja, a na trzecim miejscu stosunek analny.” Badanie z 2011 roku opublikowane w The Journal of Sexual Medicine wykazało podobne wyniki wśród gejów i biseksualnych mężczyzn w USA. Trzy najczęściej występujące zachowania to całowanie partnera w usta (74,5%), seks oralny (72,7%) oraz wspólna masturbacja (68,4%), przy czym 63,2% próby zadeklarowało pięć do dziewięciu różnych zachowań seksualnych podczas ostatniego kontaktu seksualnego.

## Ryzyko zdrowotne
Różnorodne infekcje przenoszone drogą płciową (STD) mogą być wynikiem aktywności seksualnej. Badanie z 2007 roku wykazało, że dwie duże ankiety populacyjne stwierdziły, iż „większość gejów miała podobną liczbę niezabezpieczonych partnerów seksualnych rocznie co heteroseksualni mężczyźni i kobiety.”.

## Legalność
Niektóre lub wszystkie akty seksualne między mężczyznami są obecnie lub były wcześniej w niektórych jurysdykcjach klasyfikowane jako przestępstwa. W swoim raporcie z grudnia 2020 roku Międzynarodowe Stowarzyszenie Lesbijek, Gejów, Biseksualistów, Osób Trans i Interseksualistów (ILGA) stwierdziło, że określone akty seksualne między mężczyznami są kryminalizowane w 67 z 193 państw członkowskich ONZ oraz w jednej jurysdykcji niepodlegającej ONZ – na Wyspach Cooka. Dwa państwa członkowskie ONZ, Irak i Egipt, kryminalizują je de facto, ale nie w ustawodawstwie. W Egipcie nie ma prawa przeciwko homoseksualizmowi, ale geje i biseksualni mężczyźni są ścigani na podstawie innych przepisów, najbardziej znanego przypadku Sprawy kairskiej 52. W co najmniej sześciu państwach członkowskich ONZ – Brunei, Iranie, Mauretanii, Nigerii (tylko północna Nigeria), Arabii Saudyjskiej i Jemenie – jest to karane śmiercią. W 2007 roku pięć krajów wykonało egzekucję jako karę za akty homoseksualne. W 2020 roku ILGA wskazała Iran i Arabię Saudyjską jako jedyne kraje, w których rzekomo miały miejsce egzekucje za aktywność seksualną osób tej samej płci. W innych krajach, takich jak Jemen i Irak, dochodzi do pozasądowych egzekucji przeprowadzanych przez grupy terrorystyczne, takie jak Państwo Islamskie czy Al-Kaida. Wiele innych krajów miało takie przepisy w przeszłości, ale zostały one zniesione, zwłaszcza po 1945 roku. Takie przepisy są z natury trudne do egzekwowania.

Kryminalizowane
Dekryminalizowane 1791–1850
Dekryminalizowane 1850–1945
Dekryminalizowane 1946–1989
Dekryminalizowane od 1990
Nieznana data legalizacji
Legalne od zawsze

     Kryminalizowane
     Dekryminalizowane 1791–1850
     Dekryminalizowane 1850–1945
     Dekryminalizowane 1946–1989
     Dekryminalizowane od 1990
     Nieznana data legalizacji
     Legalne od zawsze